# Vesicularia hapalyptera
Vesicularia hapalyptera là một loài Rêu trong họ Hypnaceae. Loài này được (Müll. Hal.) Broth. miêu tả khoa học đầu tiên năm 1908.